# Émile-Hippolyte Betz
Émile-Hippolyte Betz, né le 22 novembre 1919 à Arlon et mort le 31 juillet 2012, est un professeur et recteur de l'université de Liège.

## Biographie
Doyen de la faculté de Médecine (1971-1977), puis recteur de l'université de Liège (1977-1985), Émile-Hippolyte Betz est l'un des acteurs de l'implantation du centre hospitalier universitaire (CHU) de Liège dans le domaine du Sart-Tilman.